# Моркиногорское сельское поселение
Моркиного́рское се́льское поселе́ние (карел. Morkingoran kyläkunda) — упразднённое муниципальное образование в составе Бежецкого района Тверской области, существовавшее в 2005 — 2023 годах.
Центр поселения — село Моркины Горы.

## Географические данные
- Общая площадь: 433,2 км²
- Нахождение: юго-западная часть Бежецкого района
  - Граничит:
    - на севере — с Лаптихинским СП и Васюковским СП
    - на востоке — с Житищенским СП
    - на юге — с Рамешковским районом, СП Заклинье и СП Некрасово
    - на западе — с Максатихинским районом, Трестенское СП и Пальчихинское СП

Главные реки — Молога (по северной границе) и её приток Бережа.
По территории поселения проходит автодорога «Тверь—Бежецк—Весьегонск—Устюжина».

## История
В XIII—XIV вв. территория поселения относилась к Бежецкому Верху Новгородской земли.
В XV веке присоединена к Великому княжеству Московскому.
- После реформ Петра I территория поселения входила:
  - в 1708—1727 гг. в Санкт-Петербургскую (Ингерманляндскую 1708—1710 гг.) губернию, Углицкую провинцию,
  - в 1727—1775 гг. в Московскую губернию, Углицкую провинцию,
    - в 1766 г. Бежецкий Верх переименован в Бежецкий уезд,

  - в 1775—1796 гг. в Тверское наместничество, Бежецкий уезд,
  - в 1796—1929 гг. в Тверскую губернию, Бежецкий уезд,
  - в 1929—1935 гг. в Московскую область, Бежецкий район,
  - в 1935—1956 гг. в Калининскую область, Теблешский район,
  - в 1956—1990 гг. в Калининскую область, Бежецкий район,
  - с 1990 в Тверскую область, Бежецкий район.

В XIX — начале XX века деревни поселения относились к Моркиногорской, Заклинской и Теблежской волостям Бежецкого уезда.
Образовано в 2005 году, включило в себя территории Моркиногорского, Шульгинского и часть Сырцевского сельских округов.
Законом Тверской области от 13 апреля 2023 года № 15-ЗО муниципальное образование было упразднено с включением всех населённых пунктов в состав Бежецкого муниципального округа.

## Население
| 2005 | 2010 | 2011 | 2012 | 2013 | 2014 | 2015 |
| ---- | ---- | ---- | ---- | ---- | ---- | ---- |
| 792  | ↘628 | ↘623 | ↘612 | ↘591 | ↘554 | ↘552 |
| 2016 | 2017 | 2018 | 2019 | 2020 | 2021 |      |
| ↘524 | ↗527 | ↘518 | ↘504 | ↘502 | ↘408 |      |

На 01.01.2008 — 659 человек. Национальный состав: русские и тверские карелы.

## Состав сельского поселения
В состав сельского поселения входят 32 населённых пункта:
| №  | Населённый пункт | Тип     | Население |
| -- | ---------------- | ------- | --------- |
| 1  | Баляжиха         | деревня | ↗11       |
| 2  | Большая Бережа   | деревня | ↗8        |
| 3  | Бортники         | деревня | →11       |
| 4  | Васильки         | деревня | ↘1        |
| 5  | Великое Село     | деревня | ↗12       |
| 6  | Волшница         | деревня | ↘1        |
| 7  | Голузиха         | деревня | →0        |
| 8  | Голчань          | деревня | ↘1        |
| 9  | Дамацкое         | деревня | ↗11       |
| 10 | Ежево            | деревня | ↘1        |
| 11 | Клеймиха         | деревня | →7        |
| 12 | Княжево          | деревня | ↗9        |
| 13 | Косоногово       | деревня | ↗1        |
| 14 | Красное Раменье  | деревня | ↘0        |
| 15 | Круглуша         | деревня | ↗15       |
| 16 | Крутые           | деревня | ↘0        |
| 17 | Малая Бережа     | деревня | ↗6        |
| 18 | Моркины Горы     | село    | ↘367      |
| 19 | Намесково        | село    | ↘0        |
| 20 | Нечаево          | деревня | ↘0        |
| 21 | Паршиха          | деревня | ↘1        |
| 22 | Петропавловское  | деревня | ↘10       |
| 23 | Поповка          | деревня | ↘1        |
| 24 | Радостный        | посёлок | ↘14       |
| 25 | Разморское       | деревня | ↘1        |
| 26 | Раи              | деревня | →1        |
| 27 | Руйново          | деревня | ↘0        |
| 28 | Славково         | деревня | ↘1        |
| 29 | Смердово         | деревня | ↘1        |
| 30 | Староселье       | деревня | ↘6        |
| 31 | Успенье          | деревня | ↘10       |
| 32 | Шульгино         | деревня | ↘102      |

### Бывшие населенные пункты
В 1998 году исключены из учётных данных деревни Большая Долгуша, Зелёная Горка, Новая Горка и Терентьево.

Ранее исчезли деревни: Дубровка, Малая Долгуша, Зоркино, Жабиха, Тройца, Аршиха.

## Известные люди
В деревне Нечаево родился Герой Советского Союза Иван Яковлевич Ларин.

 В деревне Голчань родился Герой Советского Союза Михаил Алексеевич Белов.